# Arboretum Norr

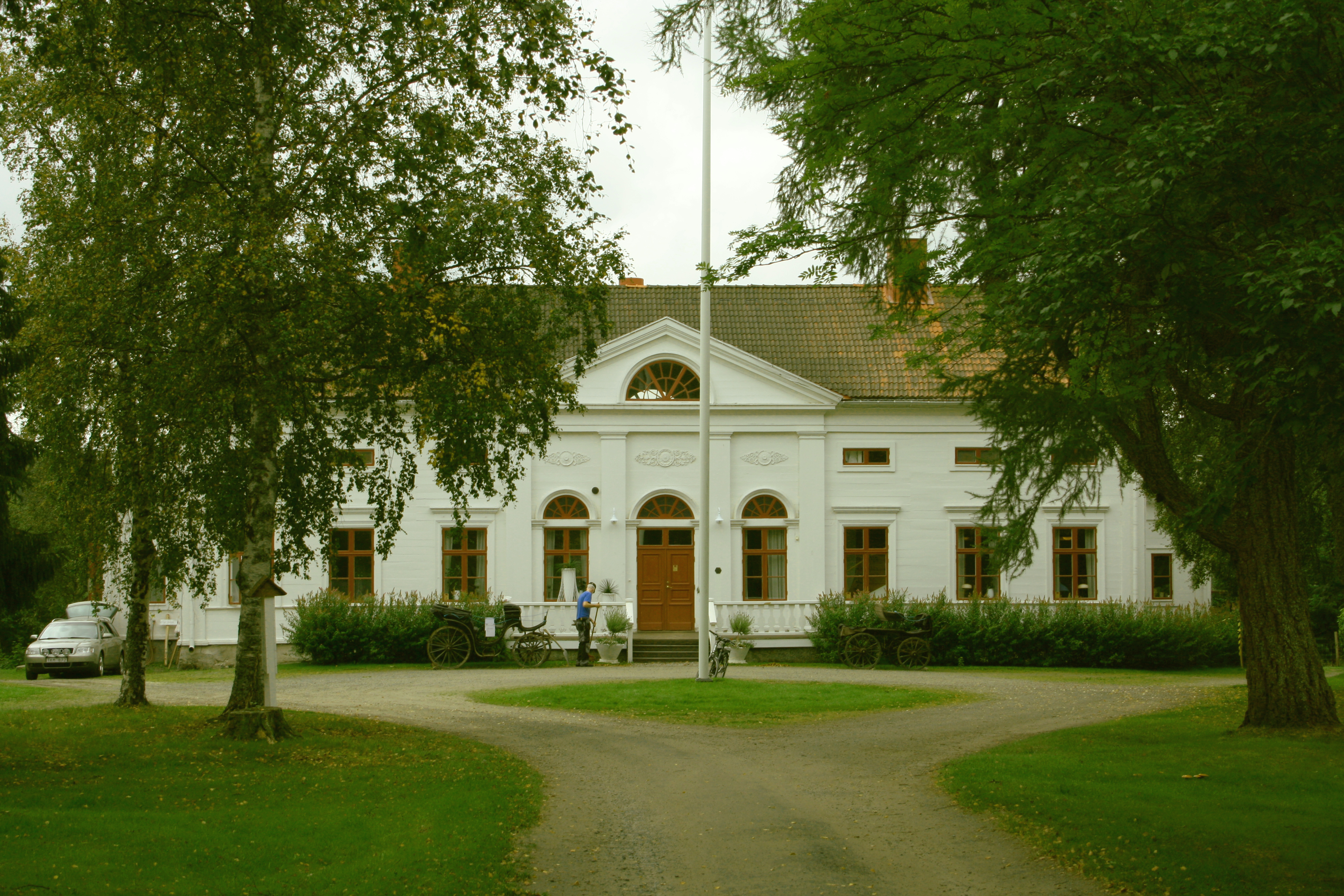
La mansión que se encuentra en el arboreto fue diseñada por Johan Anders Linder y edificada en 1846.

El Arboreto del Norte en sueco Arboretum Norr, es un arboreto de unas 20 hectáreas de extensión, que se encuentra a unos 10 km al oeste de Umeå, Suecia. 
El código de reconocimiento internacional del Arboretum Norr como institución botánica (en el Botanical Gardens Conservation International - BGCI), así como las siglas de su herbario es UMEA.

## Localización
El Arboretum Norr está ubicado en la "Casa Solariega Pakila" unos 10 km al oeste de Umeå.
Arboretum Norr P.O.Box 5097, Umeå, Västerbotten Landskap S-90005, Sverige-Suecia.
Planos y vistas satelitales.63°49′2.28″N 20°18′14.76″E / 63.8173000, 20.3041000
El arboreto es visitable en los meses cálidos del año libres de nieve.

## Historia
Arboretum del Norte se formó en 1975 a través de una colaboración entre la Universidad de Umeå, la Universidad Sueca de Ciencias Agrícolas y el municipio de Umeå. 
Las primeras plantaciones se iniciaron en 1981. 
El Arboretum está administrado por una fundación sin fines de lucro en el municipio de Umeå. 
Además del municipio de Umeå y la Universidad Sueca de Ciencias Agrícolas (Departamento de NORLAND de la ciencia agrícola), contribuyen muchos municipios, empresas y otras instituciones relativos a la actividad empresarial en las Norrland. 

## Colecciones
El Arboretum alberga más de 1400 plantas leñosas exóticas, de alrededor de 250 especies y cultivares diferentes. 
Cada especie está señalizada con información de su nombre científico en latín y el nombre común sueco, la distribución y el origen de procedencia. Hay varias zonas entre ellas las denominadas, 
- « Bryggan » (El Puente) La entrada al Arboretum Norr, bajando la cuesta de la "Mansión Pakila", llamado el puente. Además de la placa de madera hay una selección limitada de plantas, formando un agradable y hermoso fondo. En un anticipo ejemplares procedentes tanto del este y como del oeste.

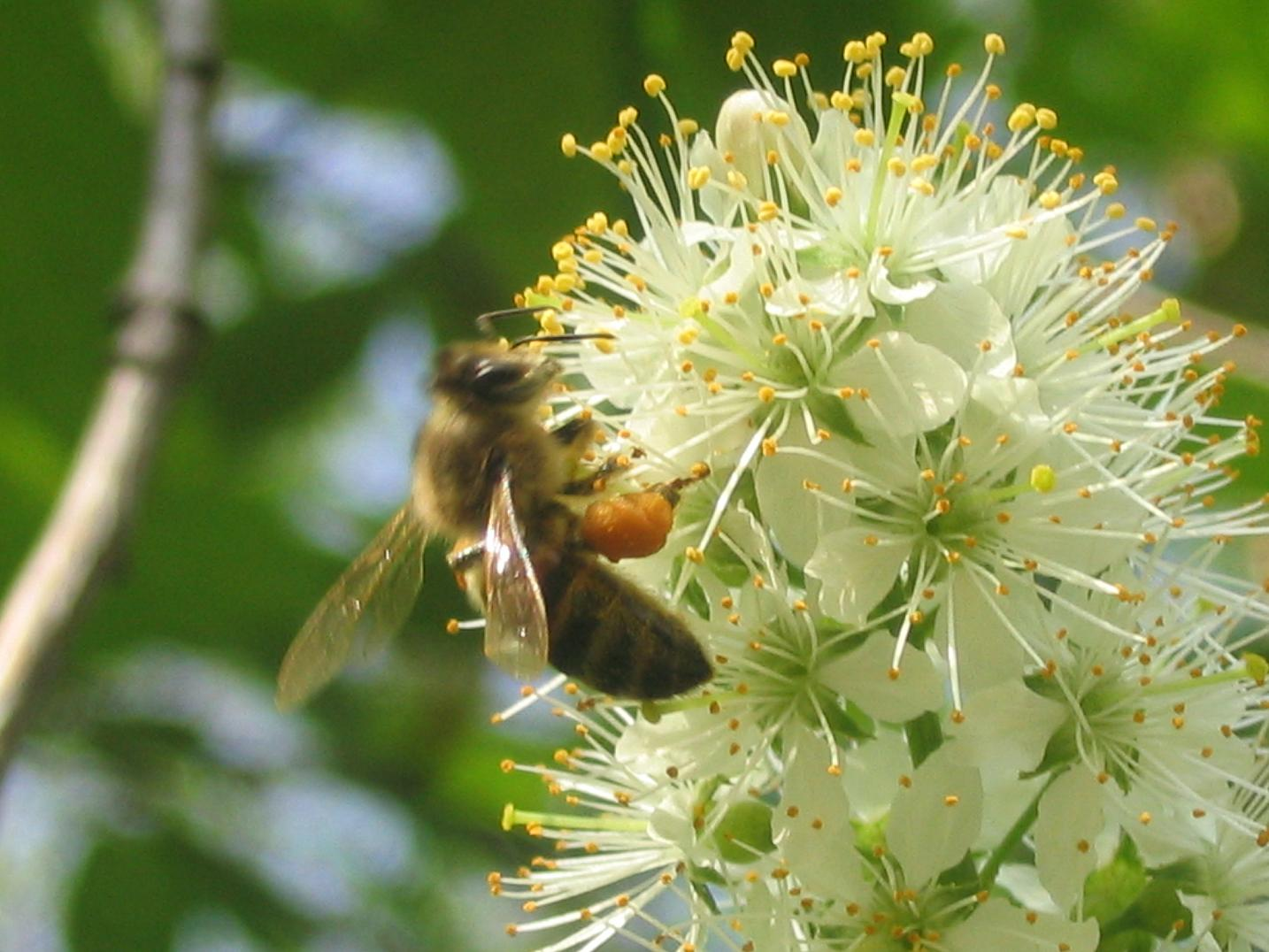
Abeja en las flores del Prunus maackii.

Ejemplares de cerezos del norte (Prunus maackii) además de una floración abundante es quizás más atractiva la llamativa belleza de sus doradas cepas, esta especie es resistente en las zonas 5-6, o sea correspondiente a la costa del norte del país, donde produce frutos en abundancia , y en menor cantidad en la parte más cálida de la parte sur del país. Además hay una serie de árboles ornamentales que aparecen en varias plantaciones del parque de Portsmouth. Los rosales silvestres de grandes flores (Rosa pimpinellifolia "Grandi Flora '); originarios del Evert Nilsson Arboretum de Miami, que está justo a la izquierda de la placa es magnífica y con flores abundantes durante el verano. La Spiraea (Spiraea japonica 'Norrbotten') es muy impactante por la abundancia de la floración con flores de color rosa. Tal vez el ejemplar de mayor valor ornamental sea (Lonicera morrowi 'Nor'), que es a la vez decorativo durante la floración, pero especialmente cuando se pasan las flores y se sustituyen por grandes cantidades de bayas de color rojo claro. Un muy hermoso arce de Japón (Acer platanoides 'Lorbergii'), que hasta ahora ha mostrado resistencia satisfactoria esta variedad fue seleccionada en Noruega. 

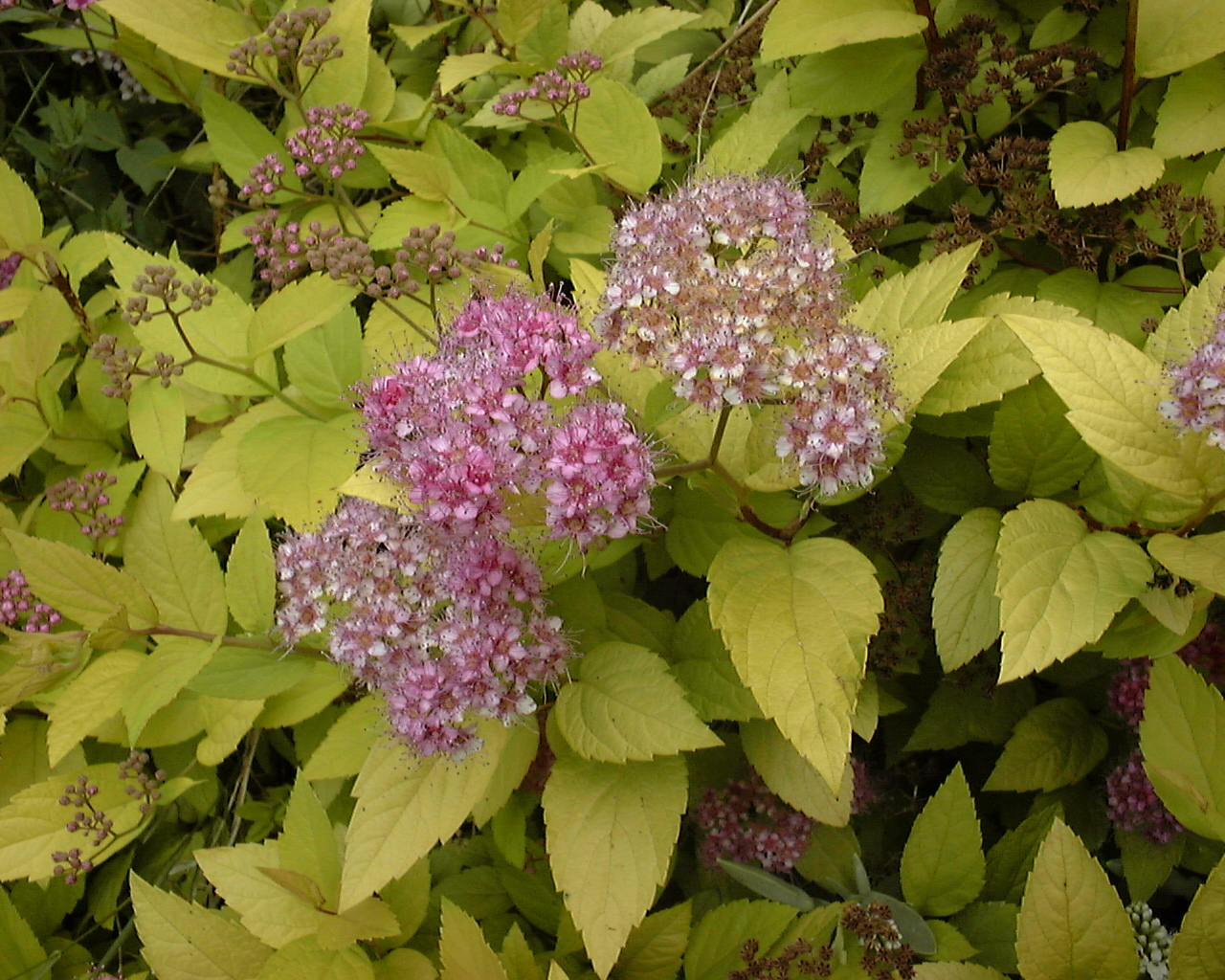
Spiraea japonica en floración.

- « Kvarnängen » (Aserradero) En este lugar hubo un molino, y después entre 1790 y 1885 fue un aserradero, actualmente es una pradera, auténtico banco de genes y escaparate de especies de todos los continentes y que alberga variedades de plantas recogidas de todo el norte de Suecia. Es la sección mejor gestionada, en parte con césped recortado, este "bosque de jardín" es lo más representativo del Arboretum del Norte. En el prado crecen más de 220 plantas repartidas en 80 diferentes especies, variedades y cultivares. Son de destacar el Viburnum bola de nieve (Viburnum opulus), que se reproduce en cuatro variantes deseando mostrar la variación genética, cerezos, lilas (Syringa vulgaris) y rosas comerciales, procedentes de la (Rosa « Örträsk »), recogida entre las explotaciones agrícolas en las aldeas en el norte de Örträsk Ångermanland. Loniceras, de seis especies diferentes están representadas en la pradera en particular, la aparentemente trivial « blåtrybusken » (Lonicera coerulea), que florece a comienzos de primavera, alrededor de una semana antes de los abedules, arbusto muy decorativo hasta bien entrado el otoño con sus bayas de color azul (las bayas son comestibles aunque ligeramente amargas). En el 2000 llegó al Arboretum Norr una nueva variedad la Lonicera involucrata "Malmberget". Otra especie a destacar el "Katsura" (Cercidiphyllum japonicum) ha logrado la digna altura de 5 metros. También hay un estanque excavado en 1994 aprovechando parte de un antiguo canal de registro y se convirtió en un estanque alargado. Alrededor del estanque se ha plantado un número de especies, con especial hincapié en las de bellas flores, y árboles relacionados con el agua, tales como distintos tipos de Sáuces y Alisos. Además, hay un rápido crecimiento de la vegetación acuática que amenaza con cubrir completamente el brillante espejo de agua.

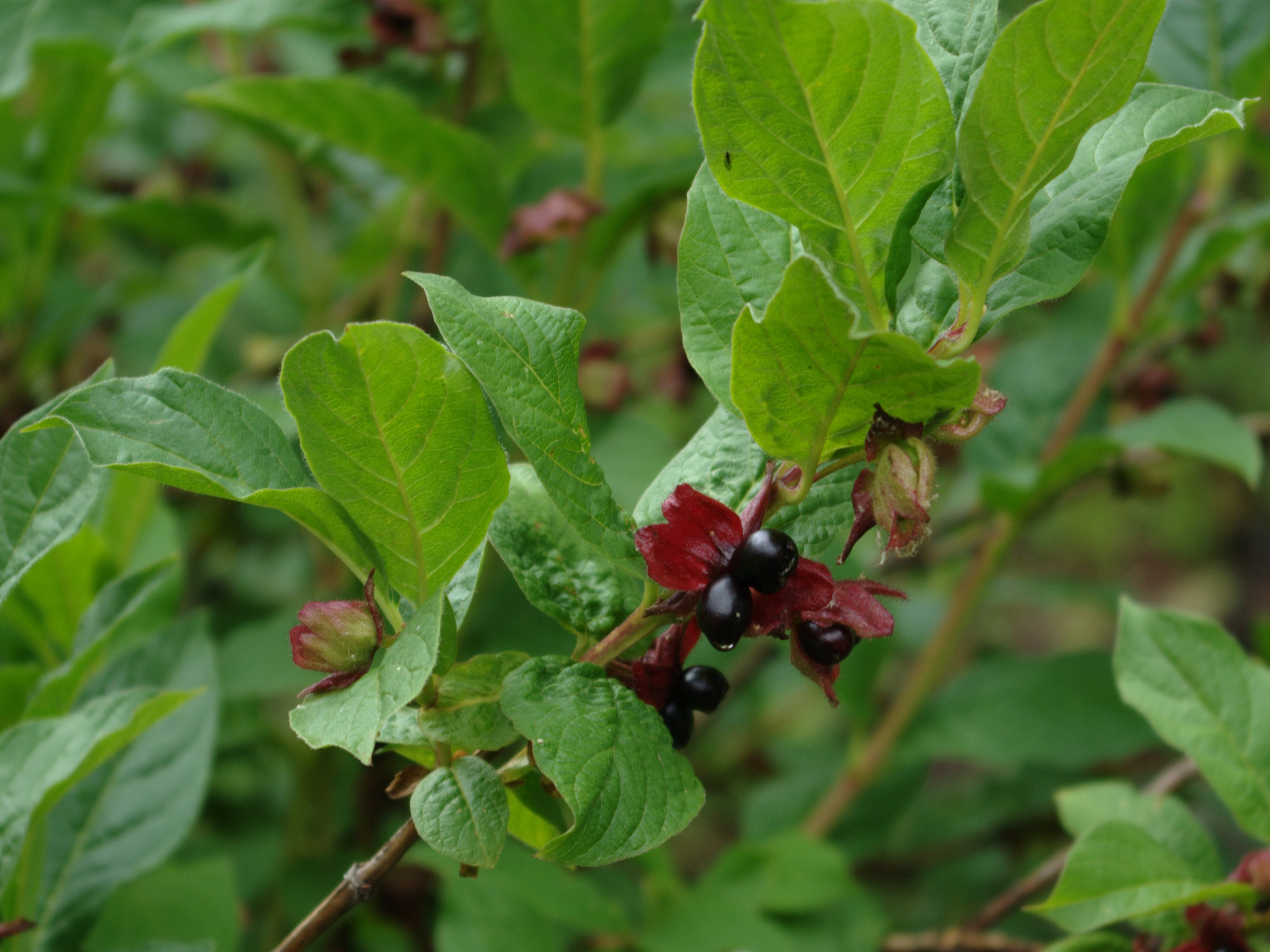
Lonicera involucrata, frutos.

- « Östra Nordamerika »(Oriente de Norteamérica), este es un lugar espectacular para visitar en primavera, no solo por las especies exóticas de árboles y arbustos sino por la floración de la planta Matteuccia struthiopteris nativa de Suecia que se encuentra en gran abundancia y que proporciona a la ladera casi un sabor tropical. El número de arbustos y árboles trasatlánticos en esta parte del arboretum asciende a 34 especies diferentes repartidas en alrededor de 260 plantas. Entre ellos el arce de plata (Acer saccharinum) árbol que llegó a Inglaterra procedente de los Estados Unidos a principios del 1700 y desde entonces ha sido uno de los árboles ornamentales más populares en gran parte de Europa. La especie no se considera resistente en las latitudes del norte de Suecia, pero en el Arboretum del Norte a partir de 1986 se han sembrado varios. Las hojas son de color rojo oscuro cuando emergen en la primavera, pasando a continuación, a un verde intenso en su haz con brillos plateados en su envés, al igual que brillantes cuando el viento arrastra a través del follaje. Los árboles en la población varían tanto en tamaño como en forma, pero algunos especímenes se han desarrollado muy bien y ahora es de más de 5 m de altura. El Arce de azúcar, procedente de Nuevo Hampshire en el Este de los Estados Unidos se plantó en la primavera de 2001 un Acer saccharum, la especie se considera en general menos resistente que el arce de plata, pero sin embargo tiene mayor valor económico por ser fuente principal de extracción del jarabe de arce. También hay ejemplares de roble rojo (Quercus rubra) de color rojo intenso en otoño. Numerosos ejemplares de Tuja (Thuja occidentalis) que tienen su área de distribución en ambos lados de la frontera entre los EE. UU. y Canadá, desde Nueva Escocia a los Grandes Lagos. Es la especie más común en el parque cada vez mayor y hay más de 70 formas en el jardín. Sin embargo, la mayoría de las especies cultivadas en el sur y el centro de Suecia, en Umea es una pequeña selección. El Amelanchier spicata los Fraxinus pennsylvanica.
- « Västra Nordamerika » (Occidente de Norteamérica)

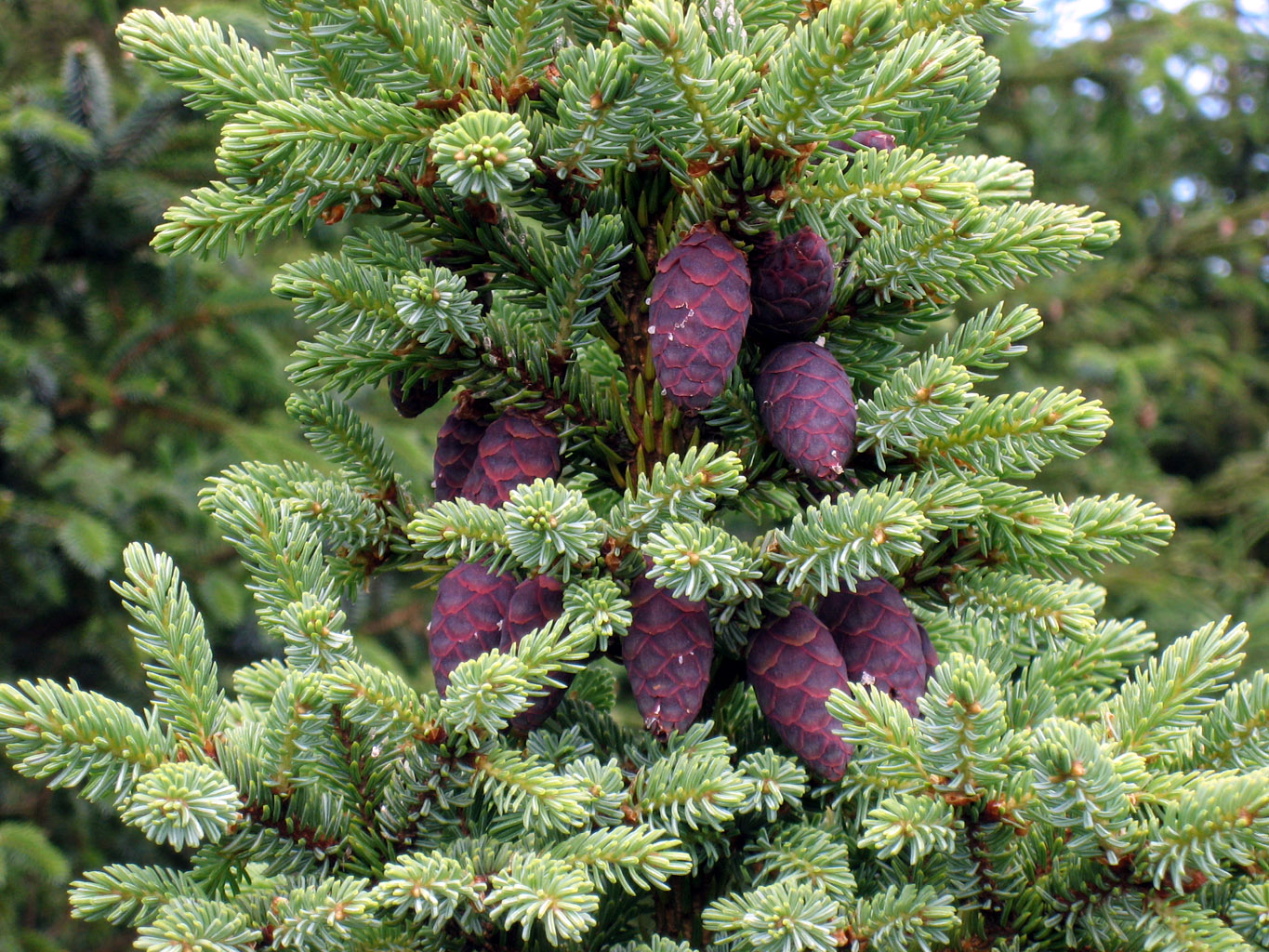
Picea mariana, conos.

Justo cuando cruzamos el puente peatonal entre las zonas oriental y occidental de América del Norte está a la derecha de la pista se encuentra una Picea (Picea glauca) procedente de la península de Kenai en Alaska en el paralelo de 60° junto a ellos un Picea de sitka (Picea sitchensis) lo que puede producir cruzamiento formando un híbrido natural, Picea x lutzii, que a menudo son utilizados en la silvicultura, en las islas británicas. El abeto Negro (Picea mariana) está representada en Pakila por tres diferentes procedencias, esta especie se desarrolla en la frontera norte de los bosques en todo el continente de América del Norte con similitudes con el pino sueco (Pinus sylvestris) en términos de estrategias de crecimiento y de supervivencia en climas extremos. El abeto (Abies amabilis) está representada por dos diferentes procedencias, pero ambos tienen importantes problemas con las heladas y el frío, pero hasta ahora ha logrado sobrevivir, sobre todo la procedente de semillas del Arboretum Mustila en Finlandia, el original ha logrado llegar a la altura de entre 4 a 5 metros, sin embargo en su área de distribución natural, en las regiones de la costa oeste de Norteamérica, este árbol puede llegar a 70 metros. Un gran (Abies lasiocarpa), el álamo gigante (Populus trichocarpa) ha mostrado buenos resultados en términos de resistencia, y rápido desarrollo. El más alto es el individuo de nombre 'Kiruna', con alrededor de 7,5 metros, un álamo de gran belleza con buena forma. En Suecia hay especímenes de la especie que han alcanzado los 30 metros de alto en solo 35 a 40 años. La especie pertenece a los álamos bálsamo que emiten una agradable fragancia q balsámica en el momento en el que les llueve. La Mahonia (Mahonia aquifolium) es un arbusto de color verde brillante que es muy decorativo con sus brillantes hojas.
- « Europa »

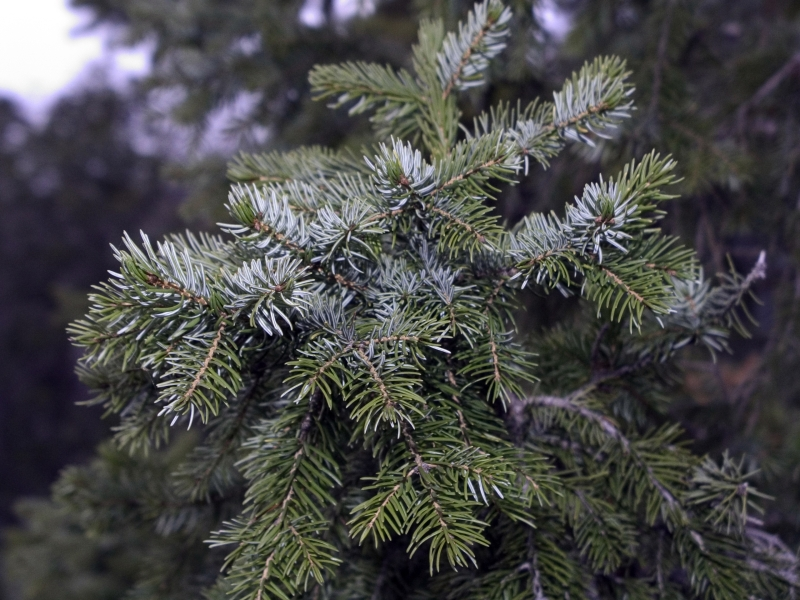
Hojas de la Picea omorika.

, la zona dedicada a Europa alberga unas 250 plantas repartidas en 33 diferentes especies de plantas leñosas. Los robles (Quercus robur) que aquí se exhiben se encuentran muy al norte de su frontera norte natural, pero han demostrado su capacidad para sobrevivir en varios lugares en Portsmouth, en otras residencias y parques. En el arboreto Pakila son ahora un total de 26 robles, muchos de los cuales tienen una talla de 3 a 4 metros. Los Quercus petraea), probablemente más septentrionales de Suecia, olmos Ulmus glabra, fresnos, Fraxinus excelsior, la Picea serbia Picea Omorika, los alisos (Alnus glutinosa) de Pakila son de cuatro procedencias diferentes (uno sueco, dos finlandeses y uno holandés), el "Holandés" es el único que desde hace algunos años se resiente de las heladas, que le producen daños y perjuicios lo que pone de relieve la importancia de las procedencias, la mimbre (Salix viminalis) está representada por un ejemplar procedente de un clon de Islandia cuya resistencia es excelente y el otoño de colores fantásticos, el mismo clon islandés, "Katrin", también se plantó con buenos resultados en Malmberget, zona climática 7-8, donde alcanza una altura de 5-6 metros. Los clones fueron recogidos inicialmente en la estación de ferrocarril en Kiruna por un representante transeúnte del Jardín Botánico Akureyri en Islandia que probablemente se originaria en el oeste de Rusia. El enebro (Juniperus communis), una de las intenciones de las plantaciones estaba en reunir variedades, si bien plantados alrededor de 1982 y desarrollándose de manera muy diferente, uno de ellos, de procedencia de "Junosuando", se ha desarrollado bien en los últimos años y ahora es de más de 2 metros y bastante bien formado, y el toque exótico lo da el castaño de indias (Aesculus hippocastanum), que aunque de procedencia originalmente americana, crece silvestre en las fincas de Bulgaria
- « Östasien » (Oriente de Asia),

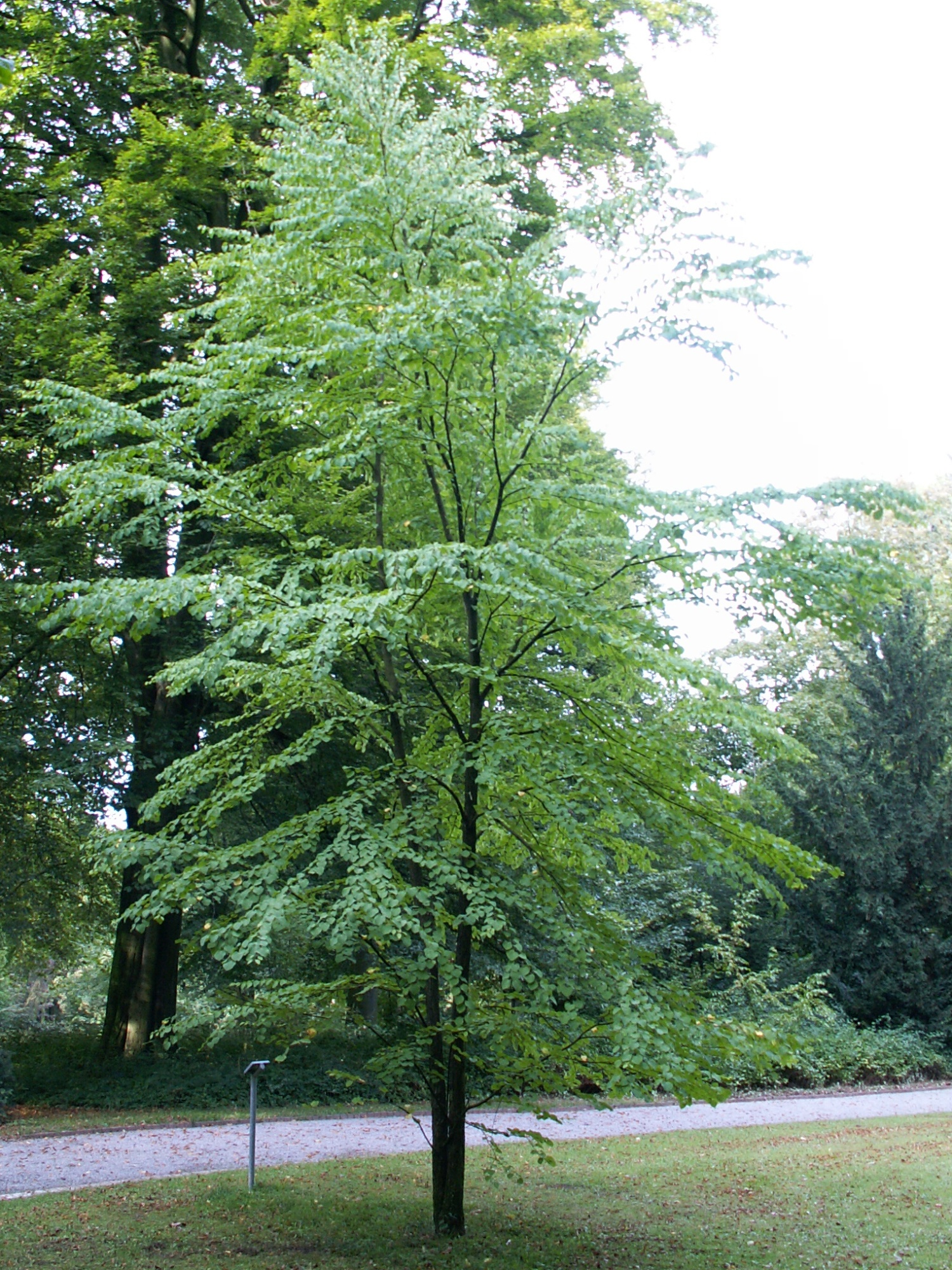
Cercidiphyllum japonicum.

 del oriente asiático tiene representadas unas 38 especies con unos 160 individuos. Destacado el katsura (Cercidiphyllum japonicum, los pinos (Pinus pumila), (Pinus parviflora), (Pinus mugo), y los Sorbus commixta, Picea glehnii, Larix gmelinii, Betula ermanii, Betula platyphylla, Sambucus williamsii, Lonicera coeruela var. edulis, y Rosa koreana.

## Objetivos del Arboreto
Entre los objetivos fijados por el arboreto; 
- No solo elaborar una rica reserva genética de plantas de la zona norte de Suecia y de regiones similares, sino también para ser utilizados para el estudio y el ocio. Mantiene un banco de germoplasma con capacidad de almacenamiento de término-medio, con 60 especies (1994 figuras).

- Trabajo para cultivar una gran variedad de plantas de clima templado para convertirse en suministrador de plantas leñosas en el mercado del norte de Europa.

- Introducir "nuevas" plantas por participar en la recogida en expediciones a las zonas que son de gran interés para el norte de Suecia, mediante el intercambio de material vegetal con los países nórdicos y del mundo, así como a través de la recogida y la reintroducción de los antiguos, olvidadas especies de plantas.

- Comunicar los conocimientos y la información a los estudiantes, las comunidades, las empresas y al público acerca de los árboles y buscar la estética y el valor económico, su valor para el medio ambiente y sobre las diversas interacciones en el reino vegetal.

- Prestar apoyo y asesoramiento para la conservación de la estética y genéticamente valiosos, de árboles, plantas y comunidades vegetales.

- Además el arboretum del Norte es un lugar dedicado para la observación del mundo vegetal para decenas de municipios del norte de Suecia.